# Ixora rhododactyla
Ixora rhododactyla är en måreväxtart som beskrevs av Cornelis Eliza Bertus Bremekamp. Ixora rhododactyla ingår i släktet Ixora och familjen måreväxter. Inga underarter finns listade i Catalogue of Life.